# Transnationella stiftelsen för freds- och framtidsforskning
Transnationella stiftelsen för freds- och framtidsforskning (TFF) är en svensk stiftelse som grundades den 1 januari 1986 av fredsforskaren Jan Öberg och hans fru, doktor Christina Spännar. Verksamheten finansieras med donationer och stipendier.
En av TFF:s supportrar är Beatles-stjärnan Paul McCartney.

### Fotnoter
1. ↑  ”Jan Öbergs Cv”. Jan Öberg. http://blog.transnational.org/2011/10/jan-obergs-cv/2/. Läst 25 januari 2015.
2. ↑  ”About the organization”. TFF. http://www.transnational.org/page1_4.php. Läst 16 januari 2015.
3. ↑  ”Paul McCartney - Sir Paul”. TFF. http://www.oldsite.transnational.org/About/p_mccartney.html. Läst 16 januari 2015.